# خوان کابانو
خوان کابانو (انگلیسی: Juan Cabano; ۸ ژوئیهٔ ۱۸۹۶ – ۱۵ سپتامبر ۱۹۴۹) بازیکن فوتبال اهل آرژانتین بود.
از باشگاه‌هایی که در آن بازی کرده‌است می‌توان به اشاره کرد.
وی همچنین در تیم ملی فوتبال آرژانتین بازی کرده‌است.